# Profesor emeritus
Profesor emeritus (z łac. professor emeritus, skrót prof. em., l. mn. professores emeriti) – stanowisko lub tytuł przyznawany przechodzącym na emeryturę profesorom w jednostkach naukowych. Nie jest synonimem profesora emerytowanego. W zależności od kraju, może być nadawany automatycznie lub na wniosek zainteresowanego, może być tytułem dożywotnim lub stanowiskiem czasowym, może mieć charakter honorowy lub wiązać się z wynagrodzeniem. Profesorowie emeriti mogą mieć zapewniony gabinet, dostęp do laboratoriów, możliwość realizacji grantów oraz prowadzenia zajęć dydaktycznych. W Polsce status profesora emeriti nie jest uregulowany prawnie, natomiast w wielu krajach istnieją takie regulacje.
Dla oznaczenia profesora emeriti po nazwisku (poprzedzonym właściwym tytułem, ewentualnie stanowiskiem oraz stopniami naukowymi) umieszcza się odpowiednią informację według wzoru: 
- prof. dr hab. Jan Nowak, prof. em. (według Ośrodka Przetwarzania Informacji)[potrzebny przypis]